# Un spécialiste, portrait d'un criminel moderne
Pour plus de détails, voir Fiche technique et Distribution.
Un spécialiste, portrait d'un criminel moderne (ou Un spécialiste) est un documentaire français écrit et réalisé par Eyal Sivan et Rony Brauman sorti en 1999.

## Synopsis
Le film reprend des passages filmés par le réalisateur Leo Hurwitz lors du procès d'Adolf Eichmann en 1961. Il évoque notamment la question de l'obéissance aux ordres. Ce documentaire s'inspire de l'ouvrage d'Hannah Arendt Eichmann à Jérusalem. Rapport sur la banalité du mal.

## Fiche technique
- Titre original : Un spécialiste, portrait d'un criminel moderne
- Titre international : The Specialist
- Réalisation : Eyal Sivan
- Scénario : Rony Brauman et Eyal Sivan
- Musique : Nicolas Becker, Jean-Michel Levy, Krishna Levy, Yves Robert et Béatrice Thiriet
- Photographie : Leo Hurwitz
- Montage : Audrey Maurion
- Production : Armelle Laborie et Eyal Sivan
- Société de production : Amythos Productions, Bremer Institut Film & Fernsehen, France 2 Cinéma, Image Création, Intermedia Arc Pictures, Lotus Film, Momento !, Noga Communications et RTBF
- Société de distribution : AFMD (France)
- Pays :  Israël et  France
- Genre : documentaire
- Durée : 128 minutes
- Dates de sortie : 
  -  France : 31 mars 1999

## Distinction
- Berlinale 1999 : en sélection officielle